# Belgiëplein
Het Belgiëplein in Amsterdam-Nieuw Sloten kreeg zijn naam op 2 oktober 1991 en is genoemd naar het West-Europese land België. De straatnamen in Nieuw Sloten zijn genoemd naar plaatsen en landstreken in België.
Het Belgiëplein is het winkelcentrum en het middelpunt van de wijk Nieuw Sloten. Op het plein wordt in de wintermaanden één keer per maand een biologische markt gehouden.
Op het plein zelf is geen autoverkeer, wel wordt het doorsneden door een fietspad.
Tramlijn 2 heeft de halte "Centrum Nieuw Sloten" bij het plein. Aan de andere kant van het plein, op de Laan van Vlaanderen en Anderlechtlaan stoppen bus 195, bus 369 en spitsbus 247 op de halte "Belgiëplein"

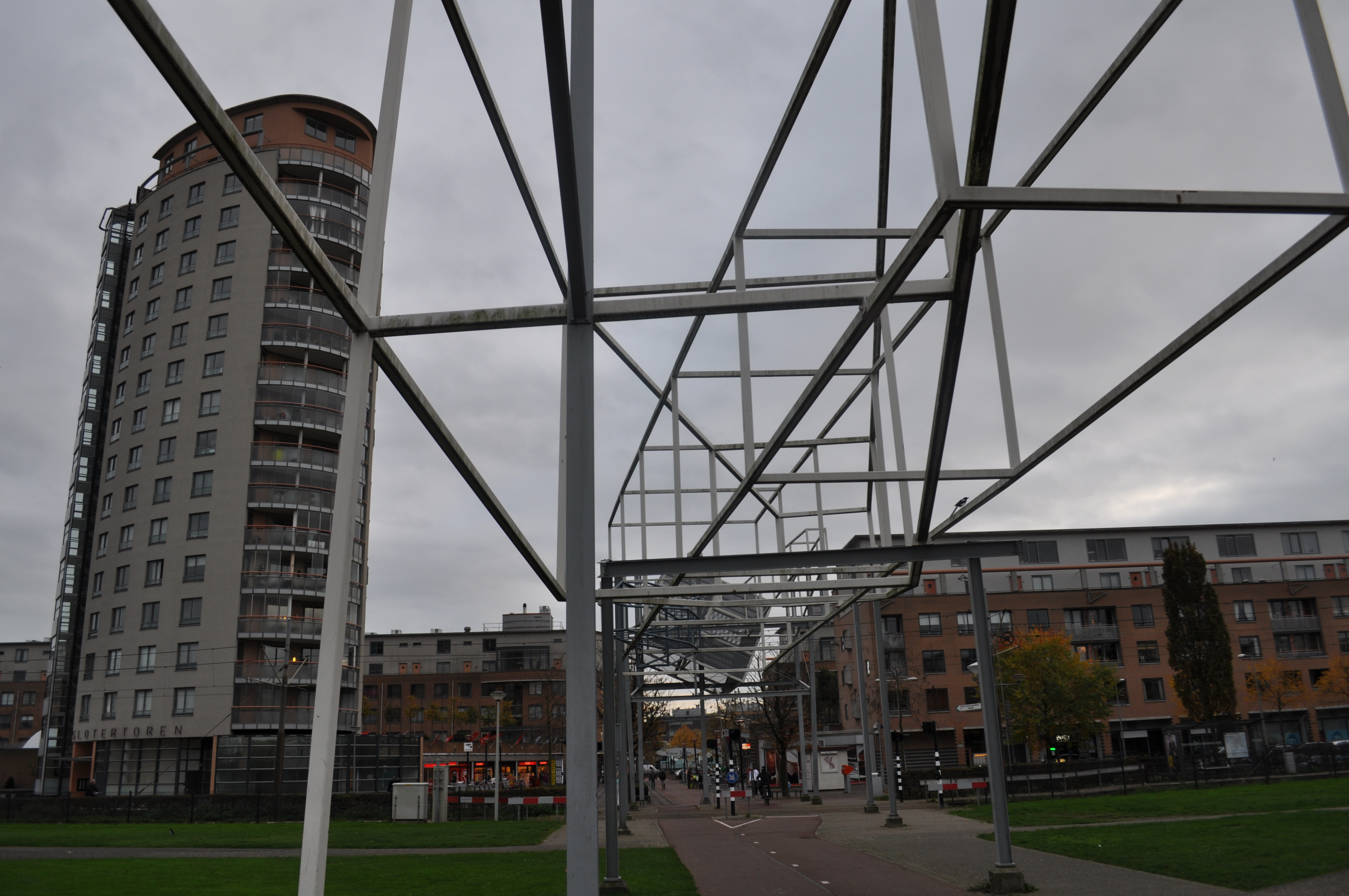
Toegang Belgiëplein vanaf Kasterleepark